# Dezintegrare alfa
Dezintegrarea alfa este un tip de dezintegrare radioactivă în care un nucleu atomic emite o particulă alfa (doi protoni și doi neutroni legați între ei într-o particulă identică cu un nucleu de heliu) și se trasformă (se dezintegrează) într-un atom cu un număr de masă cu 4 mai mic și cu un număr atomic cu 2 mai mic.
De exemplu:
{\displaystyle {}^{2}{}_{92}^{38}{\hbox{U}}\;\to \;{}^{2}{}_{90}^{34}{\hbox{Th}}\;+\;{}_{2}^{4}{\hbox{He}}^{2+},}
deși aceasta este scrisă de regulă ca:
{\displaystyle {}^{238}{\hbox{U}}\;\to \;^{234}{\hbox{Th}}\;+\;\alpha .}
(Este preferată a doua formă deoarece prima pare dezechilibrată din punct de vedere electric. În esență, nucleul rezultat cedează foarte repede doi electroni pentru a neutraliza cationul ionizat de heliu.)

## Produsele dezintegrării

Dezintegrarea alfa

O particulă alfa este identică cu un nucleu de heliu-4, și masa atomică și numărul atomic sunt la fel.
Dezintegrarea alfa este o formă de fisiune nucleară unde atomul părinte se desparte în două produse-fiu. Dezintegrarea alfa este, la bază, un proces de tunelare cuantică. Spre deosebire de dezintegrarea beta, dezintegrarea alfa este guvernată de forța nucleară tare.
Particulele alfa au energie cinetică tipică de 5 MeV (aproximativ 0.13% din energia lor totală 110 TJ/kg) și o viteză de 15 000 km/s. aceasta corespunde cu aproximativ 0,05c. Din cauza masei lor destul de mari, a sarcinii +2 și a vitezei relativ reduse, sunt șanse mari ca acestea să interacționeze cu alți atomi și să-și piardă din energie, fiind astfel absorbiți în câțiva centimetri de aer.
Mare parte din heliul produs pe Pământ provine din dezintegrarea alfa a depozitelor subterane de minerale care conțin uraniu sau thoriu. Heliul este adus la suprafață ca produs secundar al producției de gaze naturale.

## Istoric
Până în 1928, George Gamow explicase teoria dezintegrării alfa prin intermediul tunelării. Particula alfa este prinsă într-o groapă de potențial de către nucleu. Clasic, îi este interzis acesteia să scape, dar conform cu principiile mecanicii cuantice, recent descoperite la vremea aceea, exista o probabilitate mică (dar diferită de zero) de "tunelare" prin barieră și de apariție pe cealaltă parte, scăpând astfel de nucleu.

## Utilizări
Americiu-241 este un izotop folosit în detectoarele de fum. Particulele alfa ionizează aerul dintre armăturile unui condensator, lăsând astfel să treacă un mic curent continuu care poate fi ușor întrerupt de particulele de fum.
Dezintegrarea alfa poate furniza o sursă sigură de energie pentru generatoarele termoelectrice cu radioizotopi folosite la sondele spațiale și pacemakere. Protecția contra efectelor nocive ale dezintegrări alfa este mult mai ușoară decât cea împotriva altor forme de dezintegrare radioactivă. De exemplu, atomul de plutoniu-238, necesită un strat de doar doar 2,5 mm de plumb pentru protecția împotriva radiațiilor dăunătoare.

## Toxicitate
Fiind relativ grele și încărcate pozitiv, particulele alfa tind să aibă un drum liber mediu foarte scurt, pierzând rapid energie cinetică la distanță mică de sursa lor. Ca rezultat, energii de câțiva MeV sunt cedate unei regiuni relativ reduse de spațiu. Aceasta crește șansele de distrugere a celulelor vii în caz de contaminare internă. În general, radiațiile alfa externe organismului nu sunt dăunătoare, deoarece particulele alfa sunt blocate eficient de câțiva centimetri de aer, sau de un strat subțire de celule moarte din piele. Nici măcar atingerea unei surse de radiații alfa nu este, de regulă, toxică. Dacă substanțele care emit particule alfa sunt înghițite, inhalate, injectate sau introduse prin piele în organism, atunci acestea pot avea ca efect o doză măsurabilă.
Cel mai mare generator de radiații alfa este radonul, un gaz radioactiv natural ce se găsește în sol și piatră. Dacă gazul este inhalat, unele particule de radon se pot atașa de învelișurile interioare ale plămânilor. Aceste particule continuă să se dezintegreze, emițând particule alfa care pot deteriora celulele din țesutul pulmonar.. Moartea lui Marie Curie la vârsta de 66 de ani, de leucemie, a fost, probabil, cauzată de expunerea prelungită la doze mari de radiație ionizantă. Curie a lucrat extensiv cu radiu, care se dezintegrează, formând radon, împreună cu alte materiale radioactive care emit raze beta și gamma.
Asasinarea, în 2006, a dizidentului rus Alexandr Litvinenko este suspectată a fi fost efectuată prin otrăvirea cu poloniu-210, un emițător de radiații alfa